# جمال عثمان (سياسي)
جمال عثمان (بالإنجليزية: Jamal Osman) هو سياسي صومالي أمريكي ينتمي إلى حزب العمال الديمقراطي-الفلاحي في مينيسوتا. في أغسطس 2020، تم انتخابه في مجلس مدينة مينيابوليس لتمثيل الحي السادس بالمدينة.

## النشأة
وُلد عثمان في الصومال وكان لاجئًا في كينيا قبل مجيئه إلى الولايات المتحدة عندما كان في الرابعة عشرة من عمره.  بعد وصوله إلى مينيسوتا، كان يعيش في إسكان عام. 

## حياته المهنية
عثمان هو أخصائي خدمات اجتماعية. وعمل كمدافع مقيم لمجتمعات كومون بوند غير الربحية.  وقد عمل أيضًا في مجلس إدارة عيادة فيليبس المجتمعية.

### مجلس مدينة مينيابوليس
تم إجراء انتخابات بلدية خاصة في 11 أغسطس 2020 لشغل مقعد الجناح 6 الشاغر. استقال عضو المجلس السابق، عبدي ورسامي، من مقعده في مارس 2020 لرئاسة هيئة الإسكان العامة في مينيابوليس. جرت الانتخابات الخاصة بعد احتجاجات جورج فلويد وأثناء وباء جائحة فيروس كورونا.  قال عثمان إنه سيعالج أزمة المواد الأفيونية ودعا إلى الحصول على سكن ميسور التكلفة.  هزم عثمان 10 مرشحين آخرين في السباق وأدى اليمين الدستورية في 28 أغسطس 2020.

## حياته الشخصية
عثمان متزوج من إيلو أمبا، مؤسسة المنظمة غير الربحية خدمات الميزة الحضرية.  لدي الزوجين خمسة أطفال. وفقًا لعثمان، أقامت العائلة في حي سيدار ريفرسايد، ولكن ظهرت أسئلة حول حصول عثمان على عنوان سكني في مابلوود بولاية مينيسوتا خلال حملته لمجلس المدينة لعام 2020. 
منشورات فيسبوك معادية للمثليين ومعاداة السامية
في عام 2022، أصدر جمال عثمان اعتذارًا عن الإدلاء بتعليقات معادية للسامية ومناهضة للمثليين على فيسبوك بين عامي 2011 و 2013. أشارت المنشورات إلى الإسرائيليين بـ "الكلاب" وعبرت عن دعمها لهتلر. كما دعا عثمان إلى تعديل دستوري لحظر زواج المثليين وأبدى ملاحظات مهينة بشأن اليهود وغير المسلمين. وردا على ما تم الكشف عنه اعتذر عثمان وتنصل من تصريحاته، مشيرا إلى أنها لا تعكس معتقداته وقيمه الحالية. انتقد رئيس بلدية مينيابوليس جاكوب فراي تعليقات عثمان ووصفها بأنها مثيرة للانقسام وخطيرة وأعرب عن مسامحته مع التأكيد على الحاجة إلى الاعتراف بالإنسانية المشتركة وإصلاح الضرر الناجم. كما تم الإبلاغ عن صلات زوجة عثمان ببرنامج تغذية الطفل المتورط في الاحتيال. يواجه عثمان صعوبات محتملة في حملته لإعادة انتخابه عام 2023 بسبب هذه الخلافات. ويخوض المرشحون الآخرون، بمن فيهم عبد الرزاق بيهي، الذي أدان علانية زواج المثليين، نفس المقعد.

## تاريخ الانتخابي
| الانتخابات الخاصة لمجلس مدينة مينيابوليس رقم 6، 2020 | الانتخابات الخاصة لمجلس مدينة مينيابوليس رقم 6، 2020 | الانتخابات الخاصة لمجلس مدينة مينيابوليس رقم 6، 2020 | الانتخابات الخاصة لمجلس مدينة مينيابوليس رقم 6، 2020 | الانتخابات الخاصة لمجلس مدينة مينيابوليس رقم 6، 2020 |
| الحزب السياسي / المبدأ                               | الحزب السياسي / المبدأ                               | مُرَشَّح                                                 | ٪ الخيار الأول                                       | الجولة 1                                             |
| ---------------------------------------------------- | ---------------------------------------------------- | ---------------------------------------------------- | ---------------------------------------------------- | ---------------------------------------------------- |
|                                                      | دى اف ال                                             | جمال عثمان                                           | 27.51                                                | 2131                                                 |
|                                                      | دى اف ال                                             | ايه جي عوض                                           | 22.23                                                | 1،722                                                |
|                                                      | دى اف ال                                             | ايه كيه حسن                                          | 13.76                                                | 1،066                                                |
|                                                      | دى اف ال                                             | عبد الرزاق بيهي                                      | 12.94                                                | 1002                                                 |
|                                                      | دى اف ال                                             | مايكل ب دوجيرتي                                      | 5.05                                                 | 391                                                  |
|                                                      | دى اف ال                                             | اليكس بالاسيوس                                       | 4.96                                                 | 384                                                  |
|                                                      | دى اف ال                                             | ساكيدو شاي                                           | 4.30                                                 | 333                                                  |

## روابط خارجية
- موقع الحملة